# Nicholas Kaldor
Nicholas Kaldor, nasceu em Budapeste (como Káldor Miklós) em 12 de Maio de 1908 e faleceu em 30 de Setembro de 1986 em Inglaterra. O período de maior influência intelectual enquanto economista da Universidade de Cambridge deu-se no pós II Guerra Mundial. Já como cidadão britânico foi-lhe atribuído o título nobiliárquico de Barão Kaldor.
Nas suas maiores contribuições científicas, contam-se os critérios de "compensação" para comparações de bem-estar que se designam de eficiência de Kaldor-Hicks (1939), derivado do modelo teia de aranha (cobweb model), e analisou certas regularidades observáveis no crescimento económico que são chamadas as leis de crescimento de Kaldor (Kaldor's growth laws).
Kaldor trabalhou com Gunnar Myrdal para desenvolver o conceito-chave de causalidade cumulativa circular (circular cumulative causation), uma abordagem de causas múltiplas em que são delineadas as variáveis nucleares e as suas ligações. Myrdal e Kaldor examinam as relações circulares, em que as interdependências entre factores são relativamente fortes, e em que as variáveis se interligam na determinação dos principais processos.
Gunnar Myrdal conheceu o conceito com Knut Wicksell e desenvolveu-o com Nicholas Kaldor quando trabalharam juntos na Comissão Económica das Nações Unidas para a Europa. Myrdal concentrou-se sobre o aspecto do desenvolvimento social do crescimento, enquanto Kaldor se concentrou nas relações de procura-oferta para o sector produtivo. Kaldor também cunhou o termo rendimento de conveniência (convenience yield) relacionado com os mercados de bens e a chamada teoria do armazenamento (theory of storage) que foi inicialmente desenvolvida por Holbrook Working.

## Vida
Nicholas Káldor nasceu em Budapeste, onde foi criado, tendo depois estudado em Berlim e mais tarde em Londres, na London School of Economics, onde depois foi assistente e a seguir, em 1938, conferencista. Entre 1943 e 1945 Káldor trabalhou no NIESR e em 1947 renunciou à LSE para se tornar Diretor de Pesquisa e Planeamento na Comissão Económica para a Europa da ONU. Mais tarde foi eleito como Fellow do King´s College da Universidade de Cambridge tendo dado lições na Faculdade de Economia desta Universidade em 1949, tendo posteriormente sido Leitor em economia em 1952 e Professor em 1966.
A partir de 1964, Káldor foi conselheiro do Governo do Partido Trabalhista no Reino Unido e também dos governos de vários outros países, produzindo alguns dos primeiros memorandos sobre a criação do imposto sobre o valor acrescentado. Entre outras coisas, Káldor foi considerado, com o seu conterrâneo húngaro Thomas Balogh, um dos autores intelectuais do imposto selectivo sobre o emprego (selective employment tax) aplicado pelo governo de Harold Wilson (imposto que teve curta duração), projectado para tributar o emprego em sectores dos serviços e subsidiar o emprego no sector industrial. Em 1966, passou a ser professor de economia na Universidade de Cambridge. Em 9 de Julho de 1974, Káldor recebeu o título de Barão de Newnham na cidade de Cambridge.
Na década de 1950, Káldor foi convidado pelo então primeiro-ministro da Índia, Jawaharlal Nehru, para elaborar para a Índia um sistema fiscal sobre a despesa de consumo. Também deu palestras no Centro para os Estudos do Desenvolvimento de Kerala, na Índia, em 1985 e devido a este relacionamento a família de Káldor doou a biblioteca dele a este Centro. Os 362 livros da colecção constituem uma vasta gama de livros sobre teoria económica, economia política clássica, ciclos económicos, história do pensamento económico, etc.
Casou com Clarissa Goldsmith, uma figura proeminente na vida da cidade de Cambridge, com quem teve quatro filhas, das quais Frances Stewart foi Professora de Desenvolvimento Económico na Universidade de Oxford e Mary Káldor foi Professora na London School of Economics.
Káldor faleceu em 1986 aos 78 anos em Papworth Everard, Cambridgeshire.

## Obras
- "The Case Against Technical Progress", 1932, Economica
- "The Determinateness of Static Equilibrium", 1934, RES
- "The Equilibrium of the Firm", 1934, Economic Journal
- "Market Imperfection and Excess Capacity", 1935, Economica
- "Pigou on Money Wages in Relation to Unemployment", 1937, Economic Journal
- "Welfare propositions of economics and interpersonal comparisons of utility", 1939, Economic Journal 49:549–52.
- "Speculation and Economic Stability", 1939, RES
- "Capital Intensity and the Trade Cycle", 1939, Economica
- "A Model of the Trade Cycle", 1940, Economic Journal
- "Professor Hayek and the Concertina Effect", 1942, Economica
- "The Relation of Economic Growth and Cyclical Fluctuations", 1954, Economic Journal
- An Expenditure Tax, 1955.
- "Alternative Theories of Distribution", 1956, RES
- "A Model of Economic Growth", 1957, Economic Journal
- Monetary Policy, Economic Stability, and Growth, 1958.
- "Economic Growth and the Problem of Inflation", 1959, Economica.
- "A Rejoinder to Mr. Atsumi and Professor Tobin", 1960, RES
- Keynes's Theory of the Own-Rates of Interest, 1960, in Kaldor, 1960.
- Essays on Value and Distribution, 1960.
- Essays on Economic Stability and Growth, 1960.
- "Capital Accumulation and Economic Growth", 1961, in Lutz, editor, Theory of Capital
- A New Model of Economic Growth, with James A. Mirrlees, 1962, RES
- The Case for a Commodity Reserve Currency, with A.G. Hart and J. Tinbergen, 1964, UNCTAD
- Essays on Economic Policy, 1964, dois volumes.
- Causes of the Slow Rate of Economic Growth in the UK, 1966.
- "The Case for Regional Policies", 1970, Scottish JE.
- "The New Monetarism", 1970, Lloyds Bank Review
- "Conflicts in National Economic Objectives", 1971, Economic Journal
- "The Irrelevance of Equilibrium Economics", 1972, Economic Journal
- "What is Wrong with Economic Theory", 1975, QJE
- "Inflation and Recession in the World Economy", 1976,Economic Journal
- "Equilibrium Theory and Growth Theory", 1977, in Boskin, editor, Economics and Human Welfare.
- "Capitalism and Industrial Development", 1977, Cambridge JE
- Further Essays on Economic Theory, 1978.
- "The Role of Increasing Returns, Technical Progress and Cumulative Causation...", 1981, Economie Appliquee
- "Fallacies on Monetarism", 1981, Kredit und Kapital.
- The Scourge of Monetarism, 1982.
- The economic consequences of Mrs. Thatcher, 1983.
- "The Role of Commodity Prices in Economic Recovery", 1983, Lloyds Bank Review
- "Keynesian Economics After Fifty Years", 1983, em Trevithick e G.D.N. Worswick, editores, Keynes and the Modern World.
- Economics Without Equilibrium, 1985.

### Leituras adicionais
- Thirlwall, Anthony P. (1987).  New York University Press, ed. Nicholas Kaldor. Nova Iorque: [s.n.]
- Memorandum on the value added tax, Labour NEC archives, 1963